# Heriades rubicolus
Heriades rubicolus is een vliesvleugelig insect uit de familie Megachilidae. De wetenschappelijke naam van de soort is voor het eerst geldig gepubliceerd in 1890 door Pérez.